# Ahmed al-Sharaa
Ahmed Hussein al-Sharaa (أحمَد حُسين الشرع, sinh ngày 29 tháng 10 năm 1982), còn được biết đến với tên Abu Mohammad al-Julani, là một chính trị gia người Syria và cựu chỉ huy phiến quân hiện đang giữ chức vụ Tổng thống Syria kể từ năm 2025. Trước đây, ông từng giữ chức vụ lãnh đạo trên thực tế của Syria từ tháng 12 năm 2024 đến tháng 1 năm 2025. 
Sinh ra trong một gia đình người Syria có nguồn gốc từ Cao nguyên Golan theo Hồi giáo Sunni tại Riyadh, Ả Rập Xê Út, ông lớn lên tại thủ đô Damascus của Syria. Al-Sharaa gia nhập chi nhánh al-Qaeda ở Iraq ngay trước cuộc xâm lược Iraq năm 2003 và chiến đấu trong ba năm trong cuộc nổi dậy ở Iraq. Lực lượng Mỹ đã bắt giữ và giam giữ ông từ năm 2006 đến năm 2011. Thời điểm ông được thả ra trùng với cuộc Cách mạng Syria chống lại chế độ độc tài đảng Ba'ath của Bashar al-Assad. Al-Sharaa đã thành lập Mặt trận al-Nusra vào năm 2012 với sự hỗ trợ của al-Qaeda để chống lại chế độ Assad trong cuộc nội chiến Syria. Với tư cách là emir của Mặt trận al-Nusra, al-Sharaa đã xây dựng một thành trì ở phía tây bắc Tỉnh Idlib. Ông đã phản đối những nỗ lực của Abu Bakr al-Baghdadi nhằm sáp nhập Mặt trận al-Nusra với Nhà nước Hồi giáo (ISIL), dẫn đến cuộc xung đột giữa hai nhóm. Năm 2016, al-Sharaa đã cắt đứt quan hệ giữa al-Nusra và al-Qaeda và phát động chiến dịch đàn áp những người trung thành với tổ chức này. Kể từ khi tách khỏi al-Qaeda, ông đã tìm kiếm sự công nhận quốc tế bằng cách thể hiện quan điểm ôn hòa hơn về bản thân, từ bỏ chủ nghĩa Jihad xuyên quốc gia chống lại các quốc gia phương Tây, và tập trung vào việc quản lý Syria trong khi cam kết bảo vệ các nhóm thiểu số ở Syria.
Al-Sharaa đóng vai trò chủ chốt trong sự sụp đổ của chế độ Assad rồi đến việc thành lập chính phủ chuyển tiếp Syria và cuối cùng là Chính phủ chuyển tiếp thứ hai. Kể từ khi chế độ Assad sụp đổ, Ahmed al-Sharaa đã đưa ra một số tuyên bố liên quan đến sự can dự của Iran vào cuộc nội chiến Syria. Trong nhiều năm, Syria và Iran đã duy trì một liên minh chiến lược mà với Damascus đóng vai trò là thành phần chủ chốt của cái gọi là Trục ma quỷ. Tuy nhiên, với sự sụp đổ của chế độ Assad thì mối quan hệ này được Ahmed al-Sharaa xét lại. Trong một cuộc phỏng vấn với Asharq Al-Awsat được công bố vào ngày 20 tháng 12 năm 2024, Thủ lĩnh al-Sharaa khẳng định rằng dưới thời Bashar al-Assad, Syria đã trở thành một nơi khu trú để Iran gây ảnh hưởng lên các thủ đô lớn của Ả Rập, mở rộng xung đột và làm mất ổn định các quốc gia vùng Vịnh thông qua các hoạt động như buôn bán ma túy. Ông mô tả tham vọng khu vực của Iran là nguy hại và coi những diễn biến ở Syria là một sự thoái lui đối với ảnh hưởng của Iran trong khu vực, ông nói: "Những gì chúng tôi đã làm và đạt được với ít thiệt hại và tổn thất nhất có thể", ông tuyên bố và nói thêm rằng "dự án của Iran trong khu vực đã bị đẩy lùi lại 40 năm".

## Tiểu sử

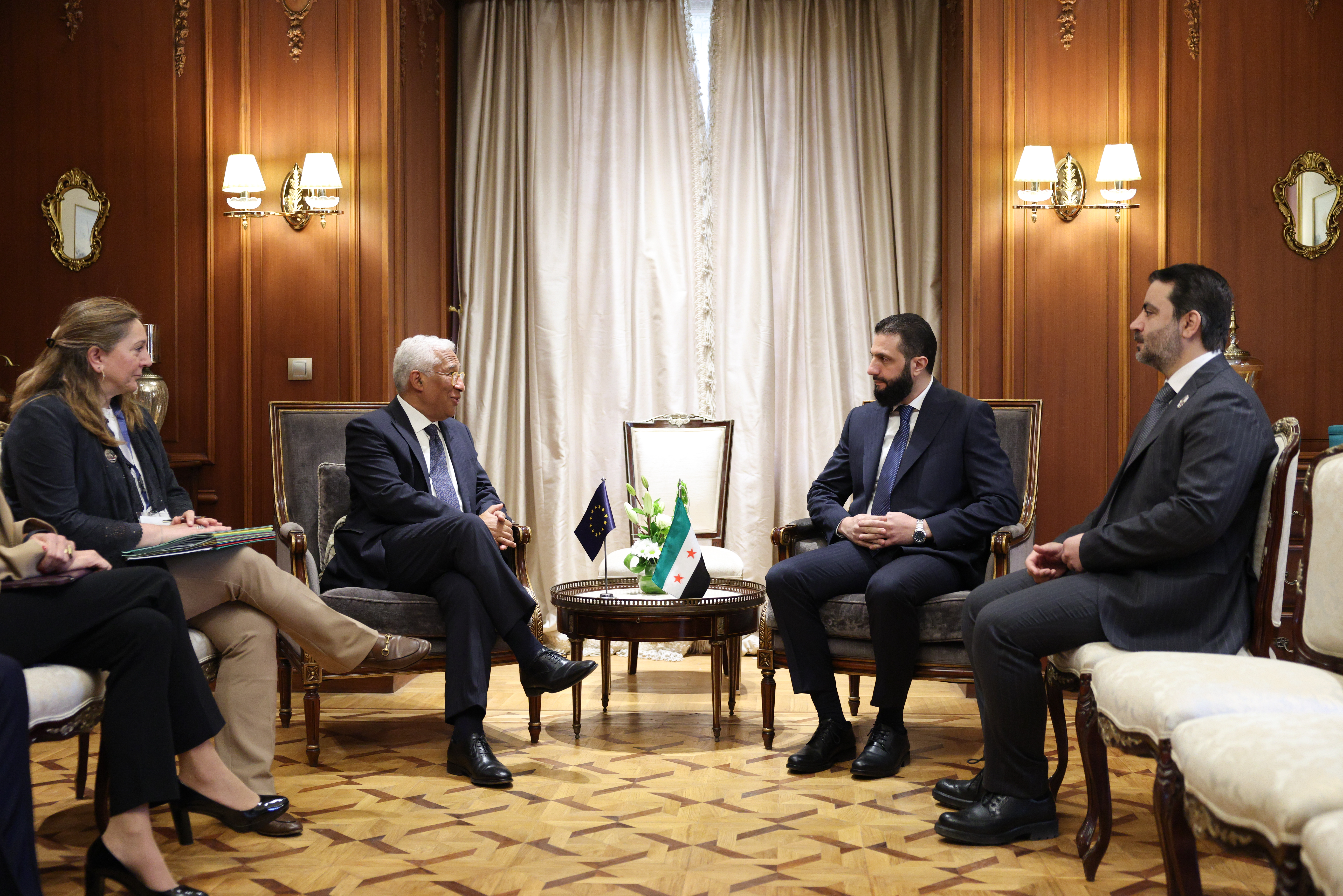
Chủ tịch Hội đồng châu Âu António Costa hội kiến Tổng thống Syria Ahmed al-Sharaa, ngày 3 tháng 3 năm 2025

Sinh ra tại Riyadh, Ả Rập Xê Út, trong một gia đình Hồi giáo Sunni người Syria trung lưu chạy loạn từ cao nguyên Golan, ông lớn lên tại thủ đô Damascus. Gia đình ông gồm bốn anh em và hai chị em Cha của ông là Hussein al-Sharaa làm việc ở đó với tư cách là một kỹ sư dầu mỏ tại Bộ Dầu mỏ, và mẹ ông là một giáo viên môn địa lý. Gia đình trở về Syria vào năm 1989 và định cư tại khu phố Mezzeh giàu có của Damascus, nơi đây, cha của ông ta đã mở một văn phòng kinh doanh bất động sản. Al-Sharaa gia nhập al-Qaeda tại Iraq, lúc đó do Abu Musab al-Zarqawi lãnh đạo, ngay trước cuộc xâm lược Iraq năm 2003 và chiến đấu trong ba năm trong cuộc nổi loạn Iraq chống lại sự chiếm đóng của Hoa Kỳ. Lực lượng Hoa Kỳ đã bắt giữ và giam giữ ông từ năm 2006 đến năm 2011. Việc ông được thả ra trùng với thời điểm Cách mạng Syria chống lại chế độ độc tài đảng Ba'ath (Đảng Bát) của tổng thống Bashar al-Assad. Al-Sharaa đã thực hiện những kế hoạch này cùng với các nhà lãnh đạo ISI sau khi ông được thả khỏi tù. 
Al-Sharaa đã thành lập Mặt trận al-Nusra vào năm 2012 với sự hỗ trợ của al-Qaeda để chống lại chế độ Assad trong suốt cuộc nội chiến Syria. Là tiểu vương của Mặt trận al-Nusra, Thủ lĩnh al-Sharaa đã xây dựng một thành trì ở phía tây bắc tỉnh Idlib. Ông đã phản đối các nỗ lực của Abu Bakr al-Baghdadi nhằm sáp nhập Mặt trận al-Nusra với Nhà nước Hồi giáo, dẫn đến chiến tranh giữa hai nhóm. Năm 2016, al-Sharaa đã cắt đứt quan hệ của al-Nusra với al-Qaeda. Kể từ khi tách khỏi al-Qaeda, ông đã tìm kiếm tính hợp pháp quốc tế bằng cách đưa ra quan điểm ôn hòa hơn về bản thân mình để định hình lại việc xây dựng hình ảnh cá nhân thân thiện, loại bỏ chủ nghĩa thánh chiến xuyên quốc gia chống lại các quốc gia phương Tây và tập trung vào việc quản lý ở Syria trong khi tuyên thệ bảo vệ các nhóm thiểu số của Syria. Al-Sharaa đã sáp nhập al-Nusra với các tổ chức khác để thành lập Hay'at Tahrir al-Sham (HTS) vào năm 2017, giữ chức vụ emir từ năm 2017 đến năm 2025. 
HTS đã thành lập một chính quyền kỹ trị được gọi là Chính phủ Cứu độ Syria (SSG) trên lãnh thổ mà lực lượng này kiểm soát ở Tỉnh Idlib. Lực lượng SSG cũng thu thuế, cung cấp dịch vụ công và cấp thẻ căn cước cho người dân, mặc dù phải đối mặt với các cuộc biểu tình và chỉ trích trong Idlib vì các chiến thuật độc đoán và đàn áp bất đồng chính kiến. Al-Sharaa đã phát động cuộc tấn công của phe đối lập Syria năm 2024 kéo dài 11 ngày chống lại chế độ Assad vào tháng 11 năm 2024, chứng kiến những chiến thắng nhanh chóng trong trận Aleppo (2024), cuộc tấn công Hama năm 2024, cuộc tấn công Homs năm 2024 và dẫn đến Damascus. Sự loạn lạc này tạo điều kiện cho Israel đẩy mạnh xâm lược và chiếm đóng tây nam Syria từ cao nguyên Golan do Israel chiếm đóng khi Bashar al-Assad chạy trốn đến Nga vào ngày 8 tháng 12 năm 2024. Al-Sharaa là nhà lãnh đạo trên thực tế của chính phủ chuyển tiếp hậu cách mạng Syria từ ngày 8 tháng 12 năm 2024 cho đến ngày 29 tháng 1 năm 2025, khi ông được bổ nhiệm làm tổng thống Syria tại Hội nghị Chiến thắng Cách mạng Syria được tổ chức tại Dinh Tổng thống Damascus. Với tư cách là tổng thống, al-Sharaa đã công du nhiều chuyến thăm chính thức tới các quốc gia khác và ký một thỏa thuận với Lực lượng Dân chủ Syria để hợp nhất quân đội và Chính quyền Tự trị Dân chủ của Bắc và Đông Syria, cùng các thể chế dân sự vào nhà nước Syria. Ông cũng đã ký Hiến pháp lâm thời năm 2025 của Syria thiết lập thời kỳ chuyển tiếp kéo dài năm năm.